# احمد عبدالله (بازیکن فوتبال، زاده ۱۹۹۱)

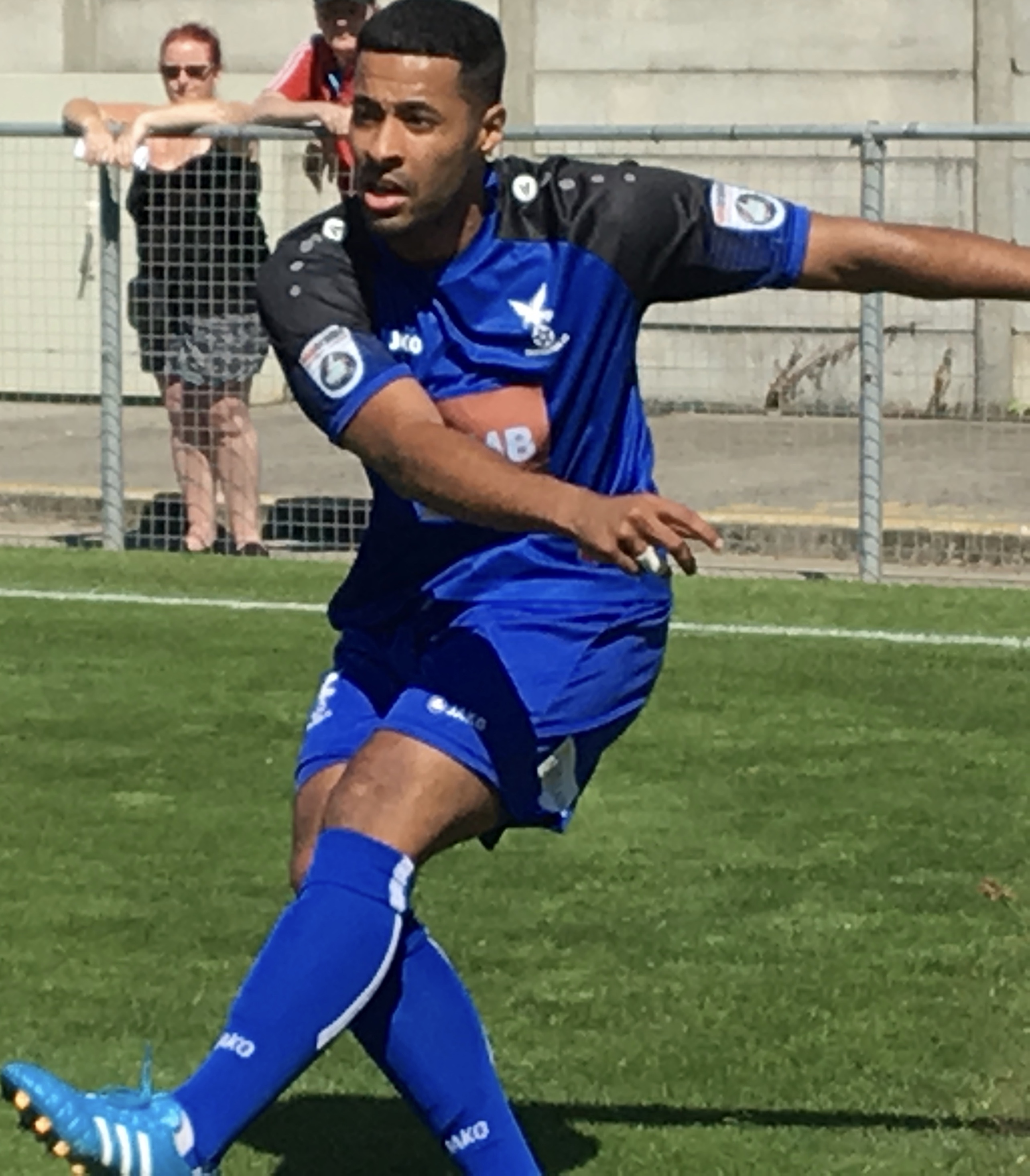
احمد عبدالله در سال ۲۰۱۶

احمد عبدالله (عربی: أحمد عبدالله؛ زادهٔ ۱۲ نوامبر ۱۹۹۱) یک ورزشکار اهل عربستان سعودی است.
از باشگاه‌هایی که در آن بازی کرده‌است می‌توان به باشگاه فوتبال آرسنال، باشگاه فوتبال بارنت، باشگاه فوتبال وستهام یونایتد، باشگاه فوتبال سوئیندون تاون، باشگاه فوتبال داگنم و ردبریج، باشگاه فوتبال وایت‌هاوک، و باشگاه فوتبال استاینز تاون اشاره کرد.

## زندگی حرفه‌ای
عبدالله از تبار سومالی و یمن است که در سن هشت سالگی به منطقه انفیلد لندن مهاجرت کرد. او متعهد شده‌است که در آینده برای عربستان سعودی بازی کند.